# Делла Ровере
Рід делла Ровере (італ. Della Rovere; вимовляється як [della ˈroːvere]; буквально «з дуба») — знатний рід Італії. Він мав скромне походження з муніципалітету Савона, в Лігурії, і набув влади та впливу через непотизм та амбітні шлюби, організовані двома папами делла Ровере: Франческо делла Ровере (правив як Сікст IV з 1471 до 1484) та його племінником Джуліано, який став Юлієм II у 1503 році. Сікст IV побудував Сікстинську капелу, названу на його честь. Базиліка Сан-П'єтро-ін-Вінколі в Римі є сімейною церквою делла Ровере. Члени родини мали вплив у Католицькій церкві та були герцогами Урбіно; цей титул згас зі смертю Франческо Марії II у 1631 році, а рід вимер зі смертю його онуки Вітторії, великої герцогині Тосканської.

## Історія
Франческо делла Ровере народився в бідній сім'ї в Лігурії на північному заході Італії в 1414 році, сином Леонардо делла Ровере з Савони. Його обрали папою в 1471 році. Будучи Сікстом IV, з багатством і могутністю, він одразу ж вирішив почати надавати владу та багатство своїм племінникам із сімей делла Ровере та Ріаріо. За кілька місяців після свого обрання він зробив кардиналами та єпископами Джуліано делла Ровере (майбутнього папу Юлія II) і П'єтро Ріаріо; четверо інших племінників також стали кардиналами. Він зробив Джованні делла Ровере, який не був священником, префектом міста Риму, і влаштував його одруження з родиною Монтефельтро, герцогів Урбіно. Сікст стверджував, що походить від знатної родини делла Ровере, графів Віново в П'ємонті, і прийняв їхній герб.
Ґвідобальдо да Монтефельтро усиновив Франческо Марію I делла Ровере, дитину своєї сестри та племінника папи Юлія II. Ґвідобальдо I, який залишився без спадкоємців, взяв Франческо Марію до свого двору та призначив його спадкоємцем герцогства Урбіно в 1504 році, через посередництво Юлія II. У 1508 році Франческо Марія успадкував герцогство, поклавши початок лінії Ровере герцогів Урбіно. Ця династія припинилася в 1626 році, коли папа Урбан VIII включив Урбіно до складу папської держави. Як компенсацію останньому суверенному герцогу титул міг продовжити лише Франческо Марія II, а після його смерті — спадкоємець Федеріко Убальдо.
Вітторія, остання з роду делла Ровере (як єдина дитина Федеріко Убальдо), вийшла заміж за Фердинандо II Медічі, великого герцога Тоскани. У них було двоє дітей: Козімо III, монарх Тоскани, і Франческо Марія Медічі, князь Церкви.

## Ровере, герцоги Урбіно (1508)
1. Франческо Марія I делла Ровере (1490—1538)
2. Ґвідобальдо II Делла Ровере (1514—1574)
3. Франческо Марія II делла Ровере (1549—1631) — герцогство скасовано, титул продовжено
4. Федеріко Убальдо делла Ровере (1605—1623) — титул вимер з його смертю.

## Інші люди з таким же прізвищем
Серед людей, які не належали до цього роду, але носили таке ж ім'я, є:
- родина делла Ровере, графи Віново, серед них:
  - Доменіко делла Ровере з Віново, кардинал, який побудував Кастелло-делла-Ровере
  - його брат Крістофоро делла Ровере з Віново[5]

і різні митці, в тому числі:
- брати Джован Баттіста делла Ровере та Джован Мауро делла Ровере, обидва відомі як «il Fiamminghino»
- неспоріднена ломбардська родина художників і освітлювачів, яка діяла в XVII столітті[6].

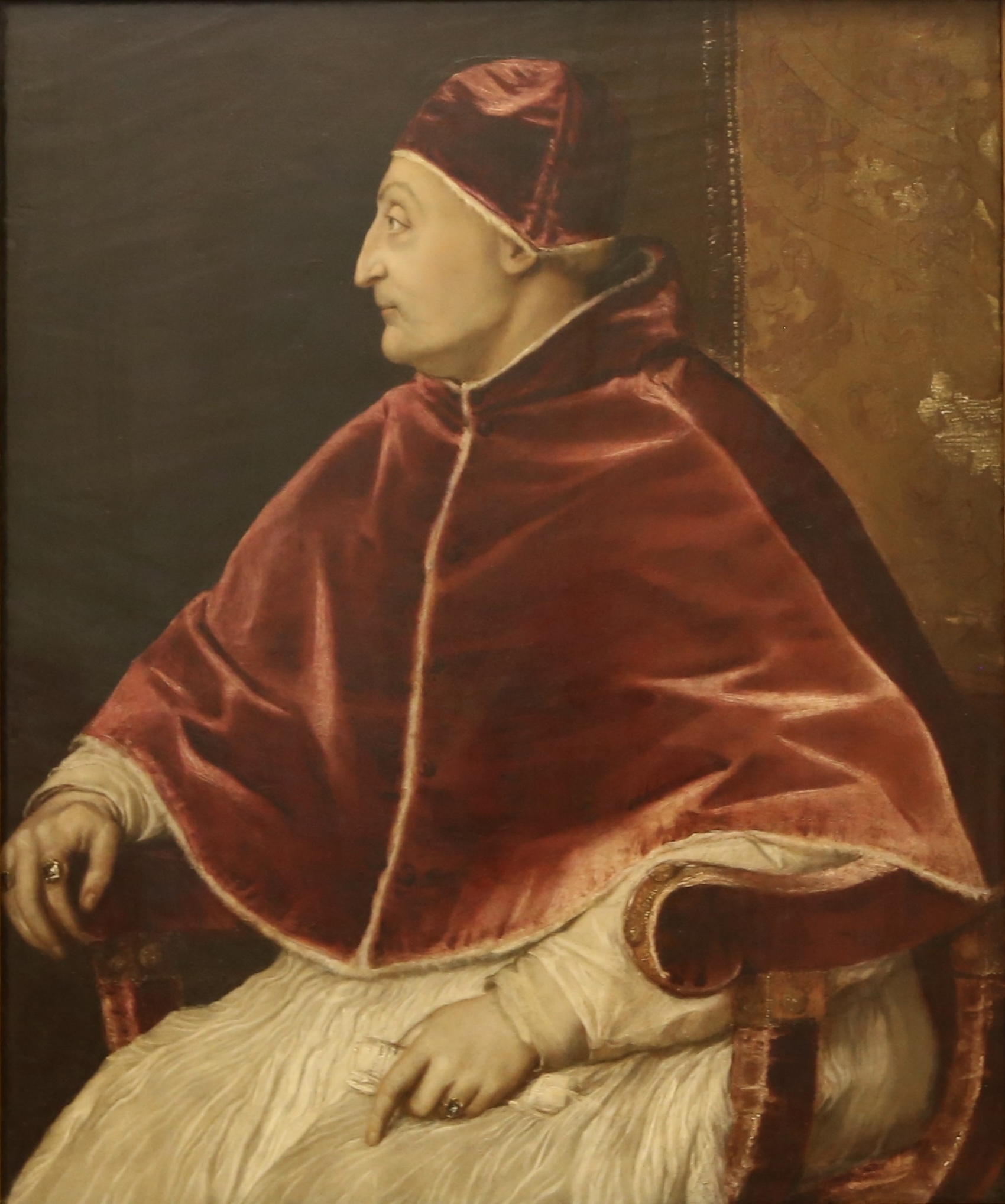
Франческо делла Ровере, пізніше Сікст IV
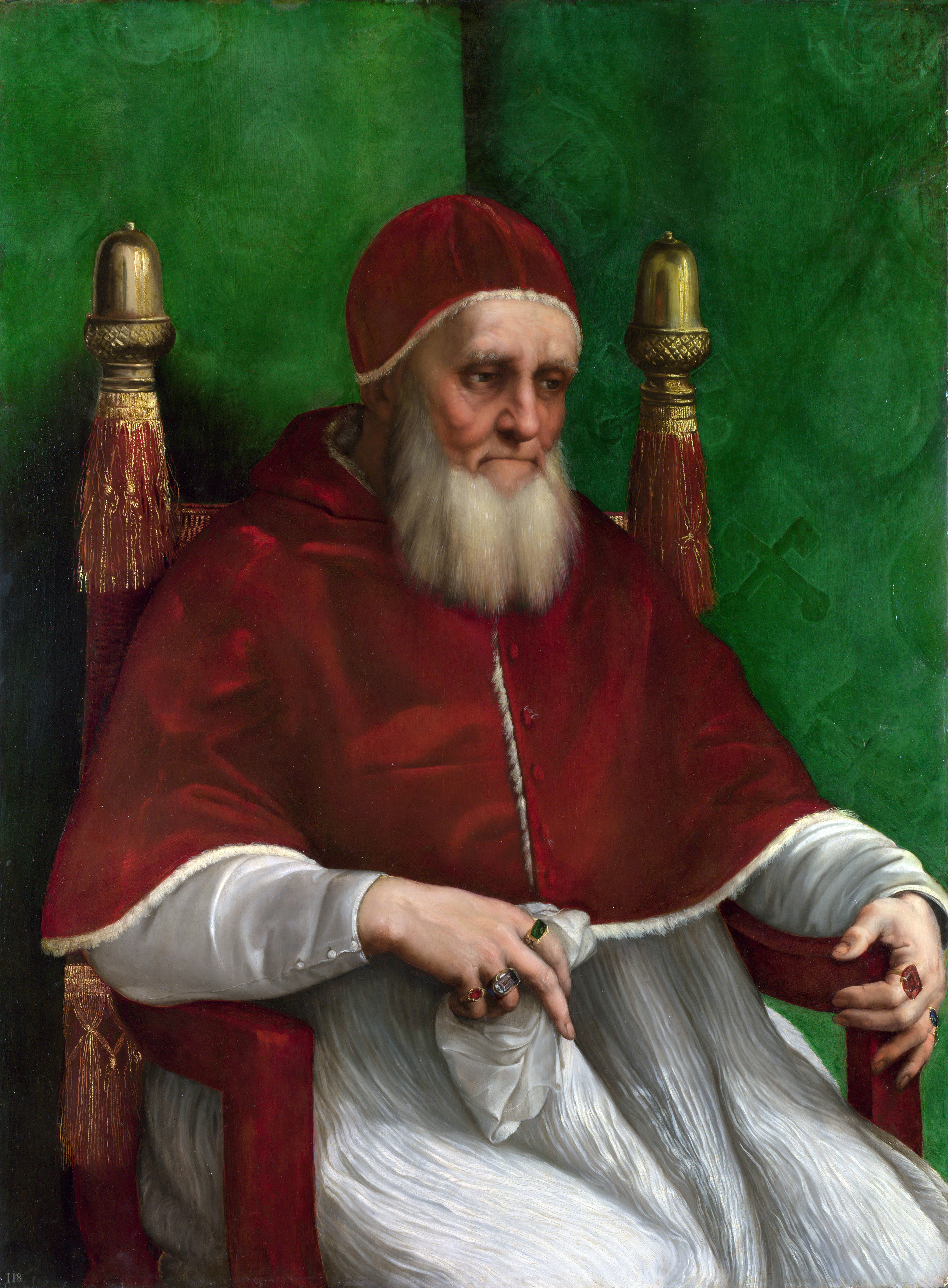
Джуліано делла Ровере, пізніше Юлій II
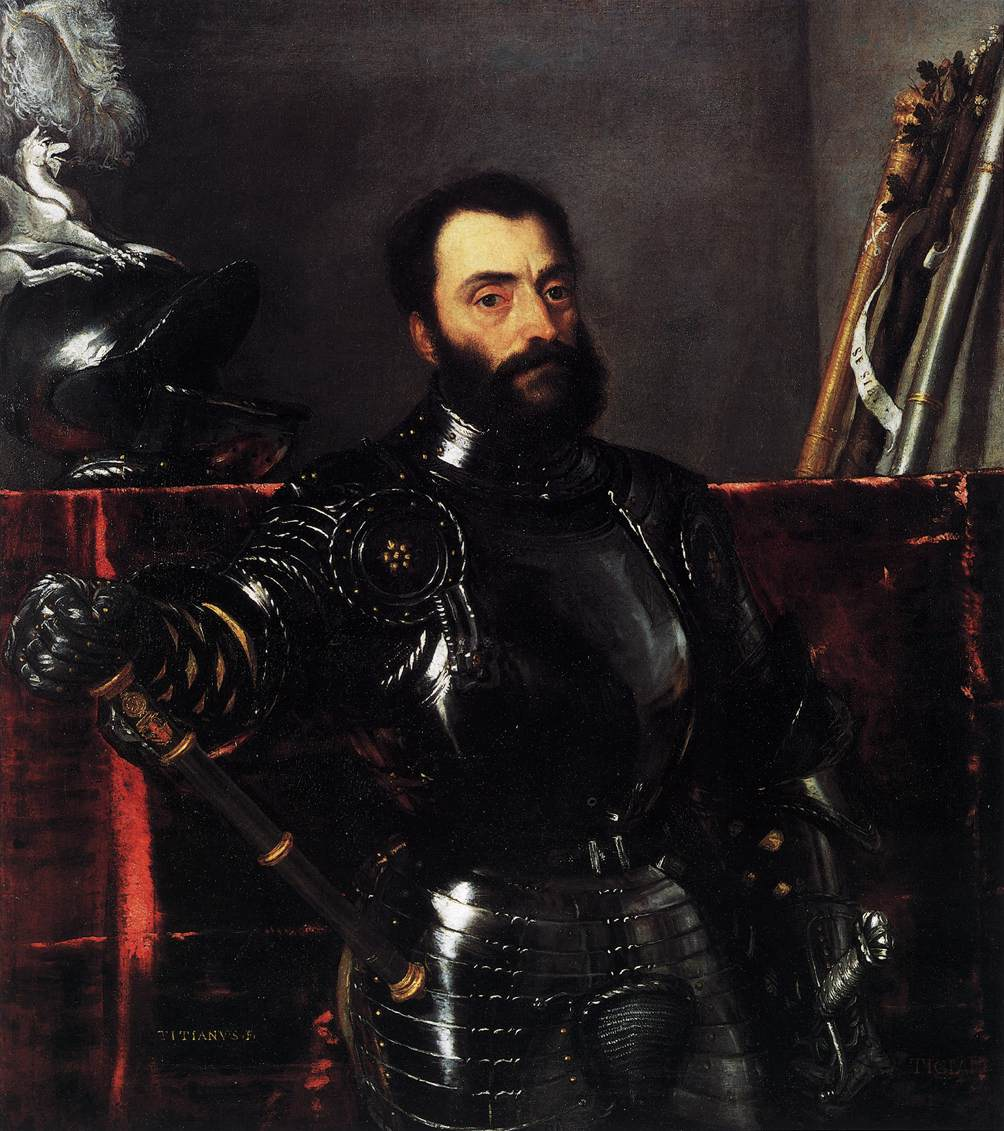
Франческо Марія I делла Ровере
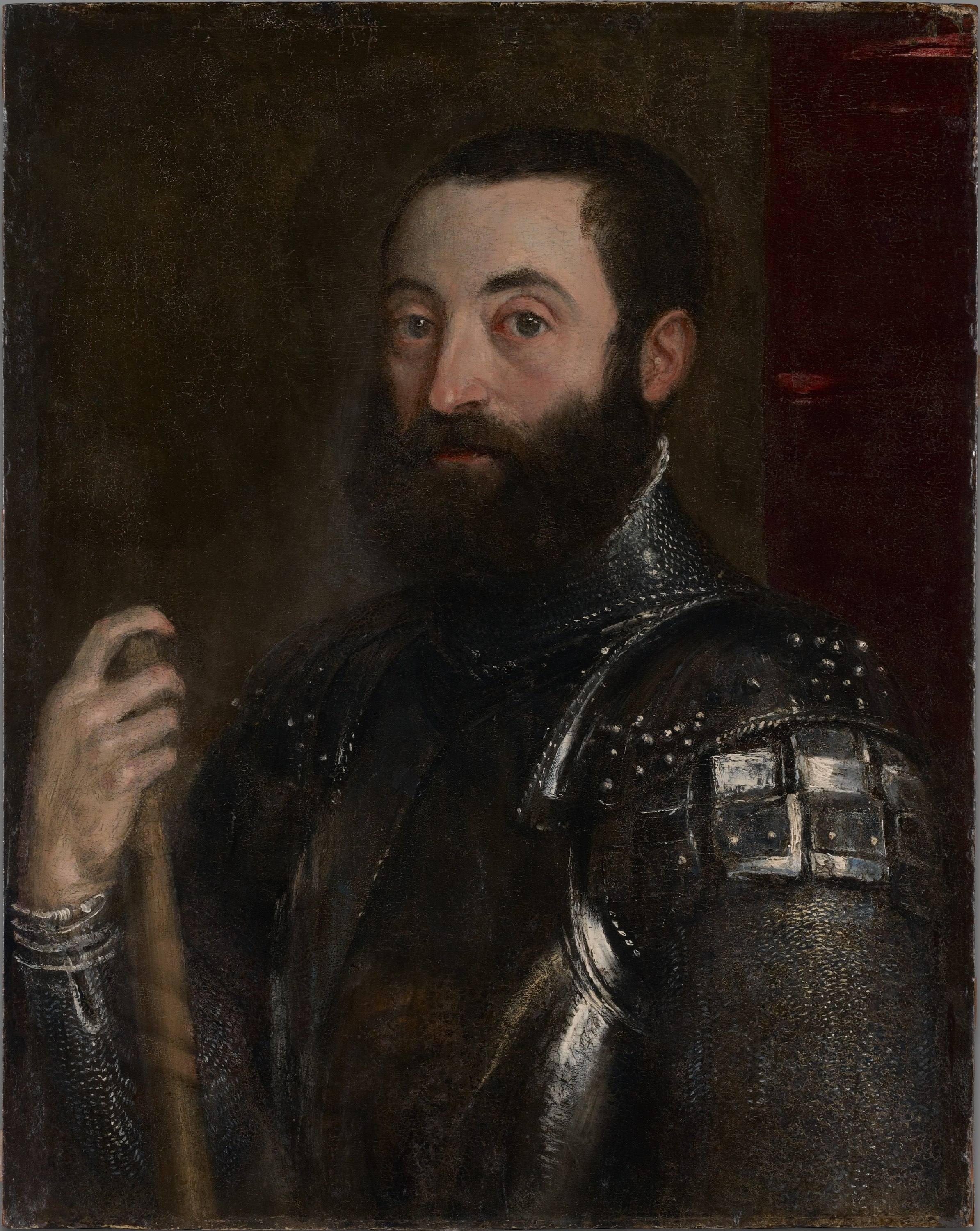
Ґвідобальдо II делла Ровере
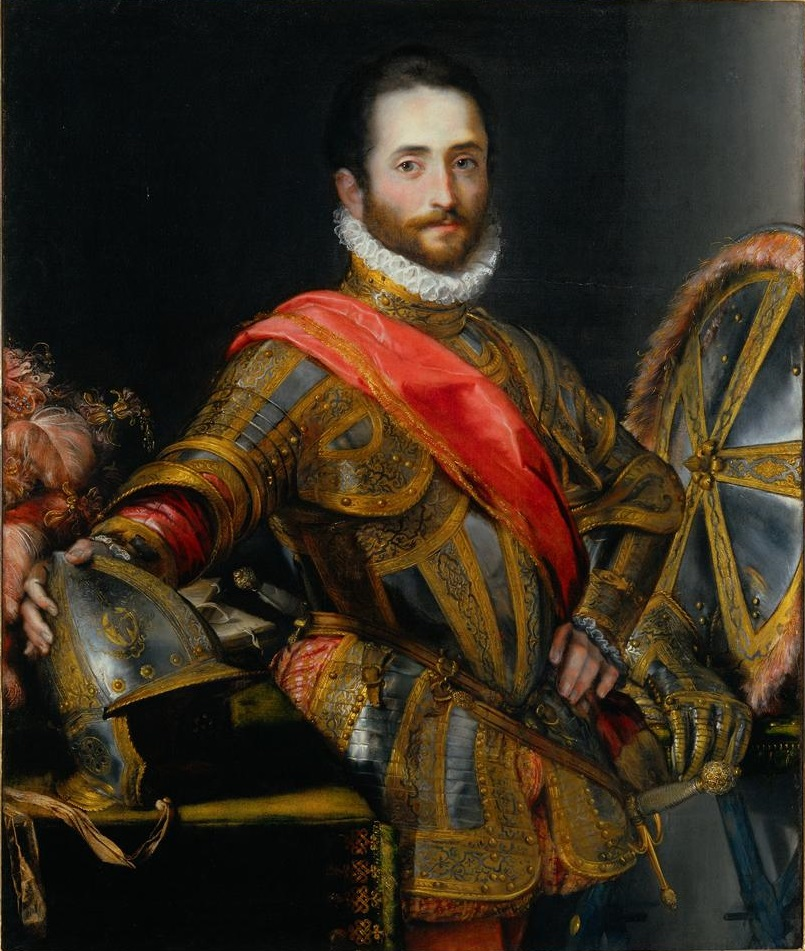
Франческо Марія II делла Ровере
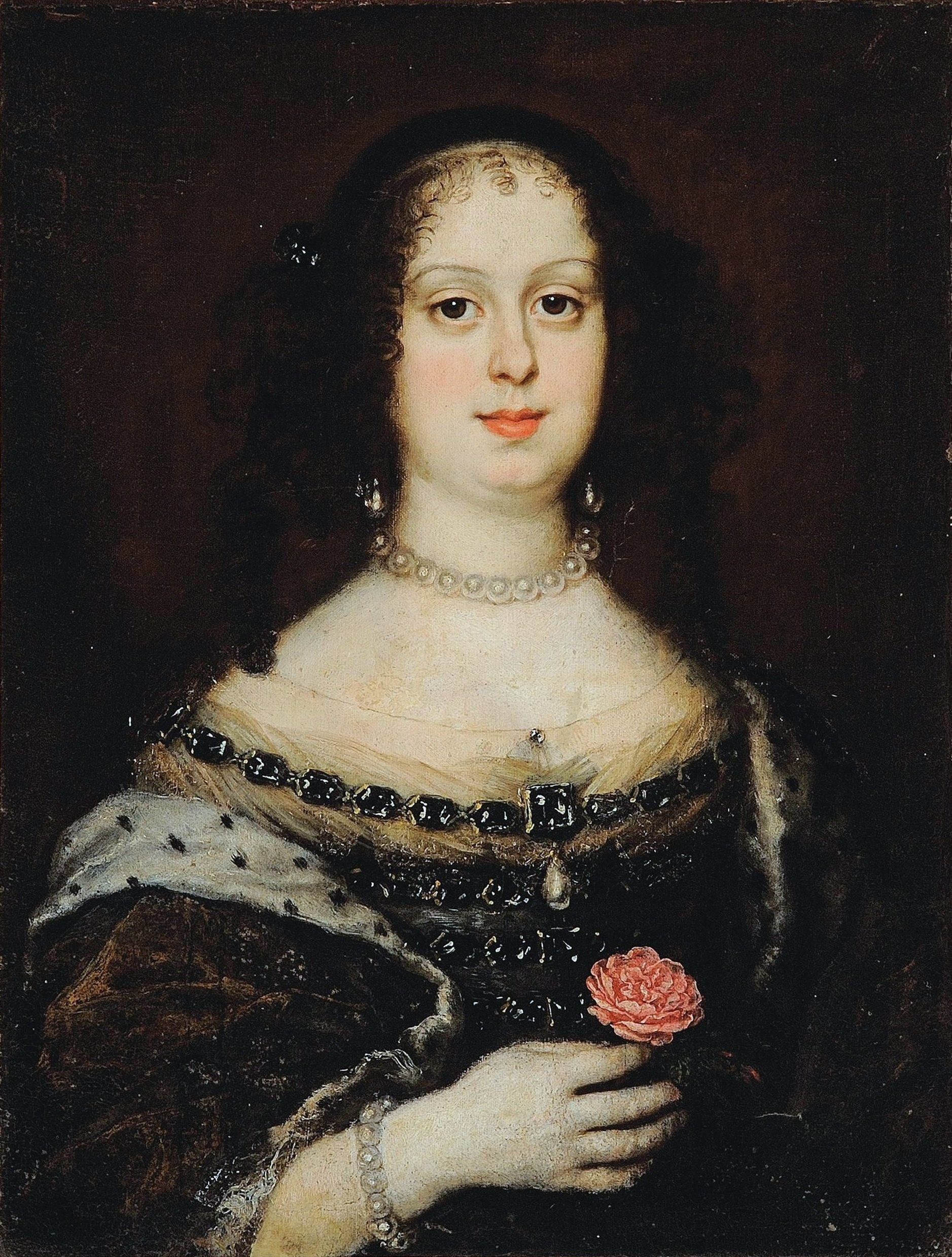
Вітторія делла Ровере

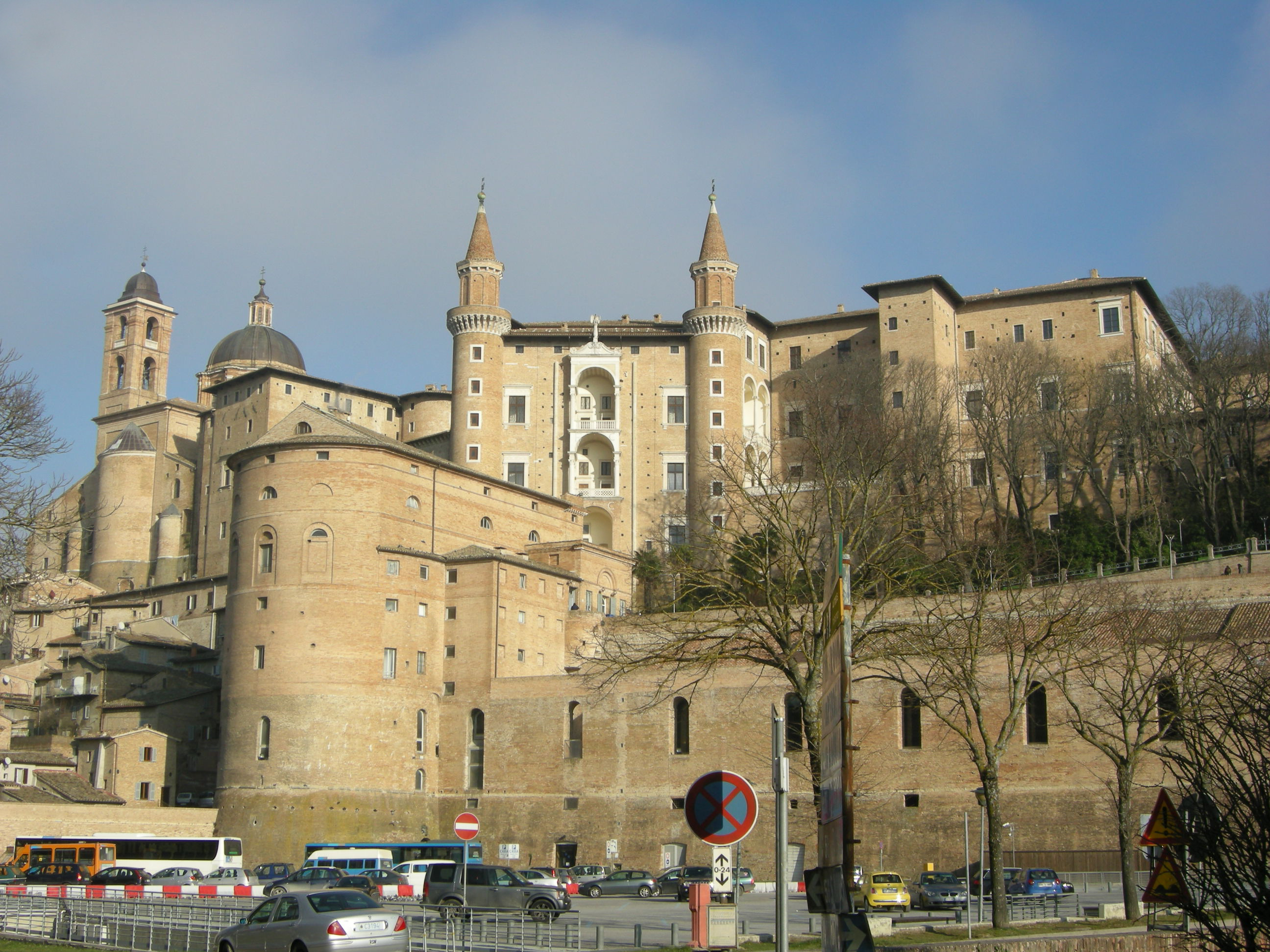
Палаццо Дукале (Урбіно)
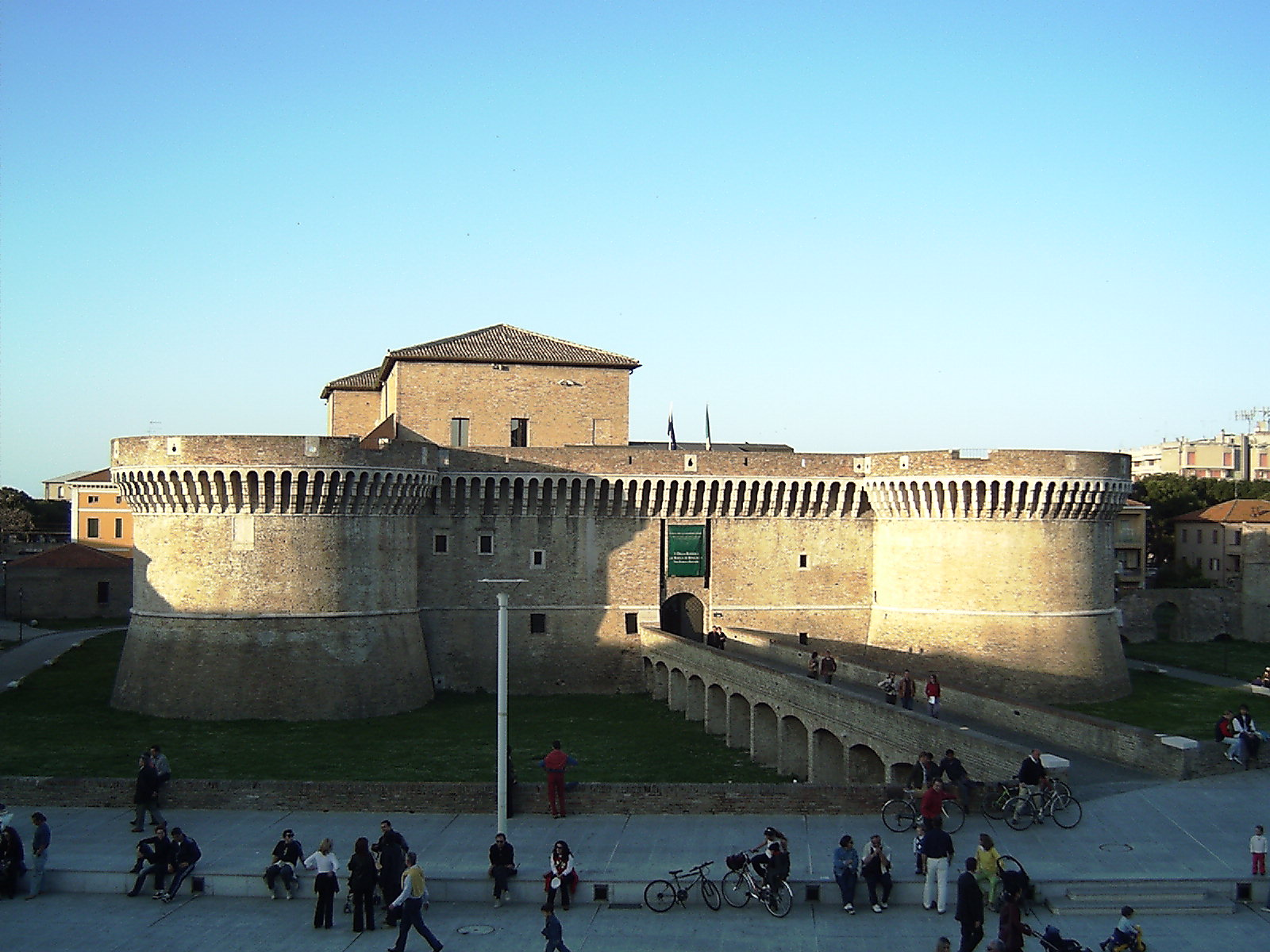
Рокка делла Ровере (Сенігаллія)
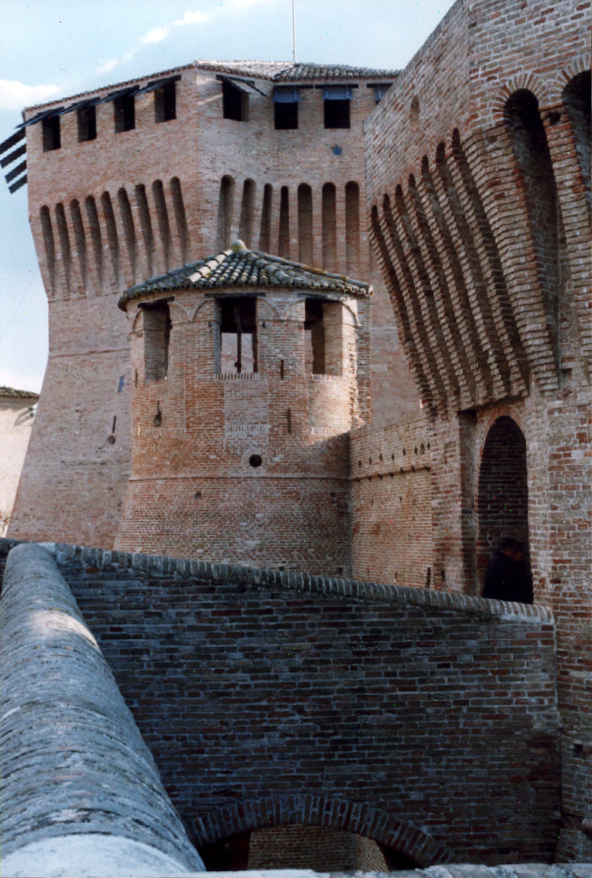
Рокка Ровереска (Мондавіо)
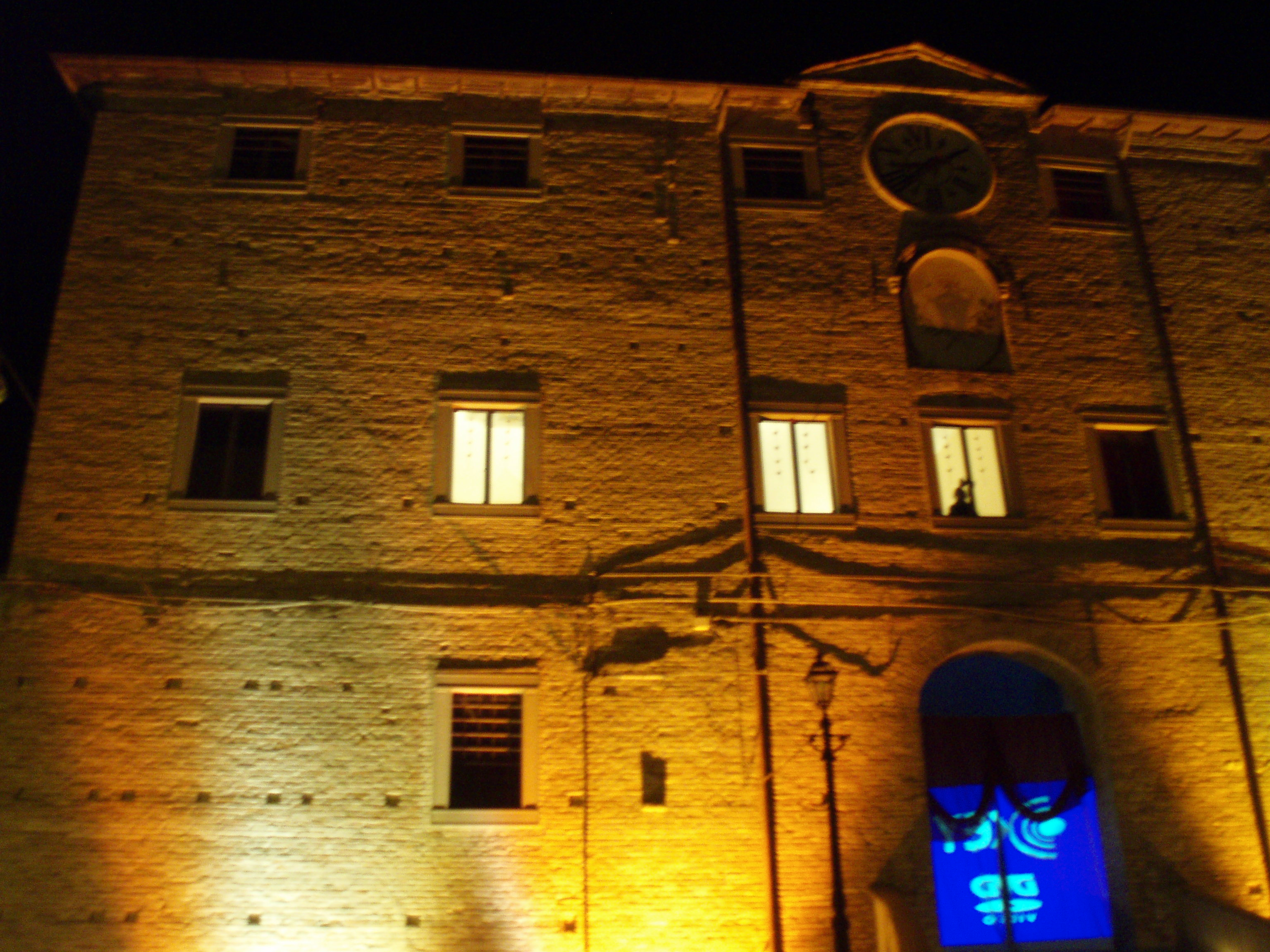
Палаццо делла Ровере (Сан-Лоренцо-ін-Кампо)
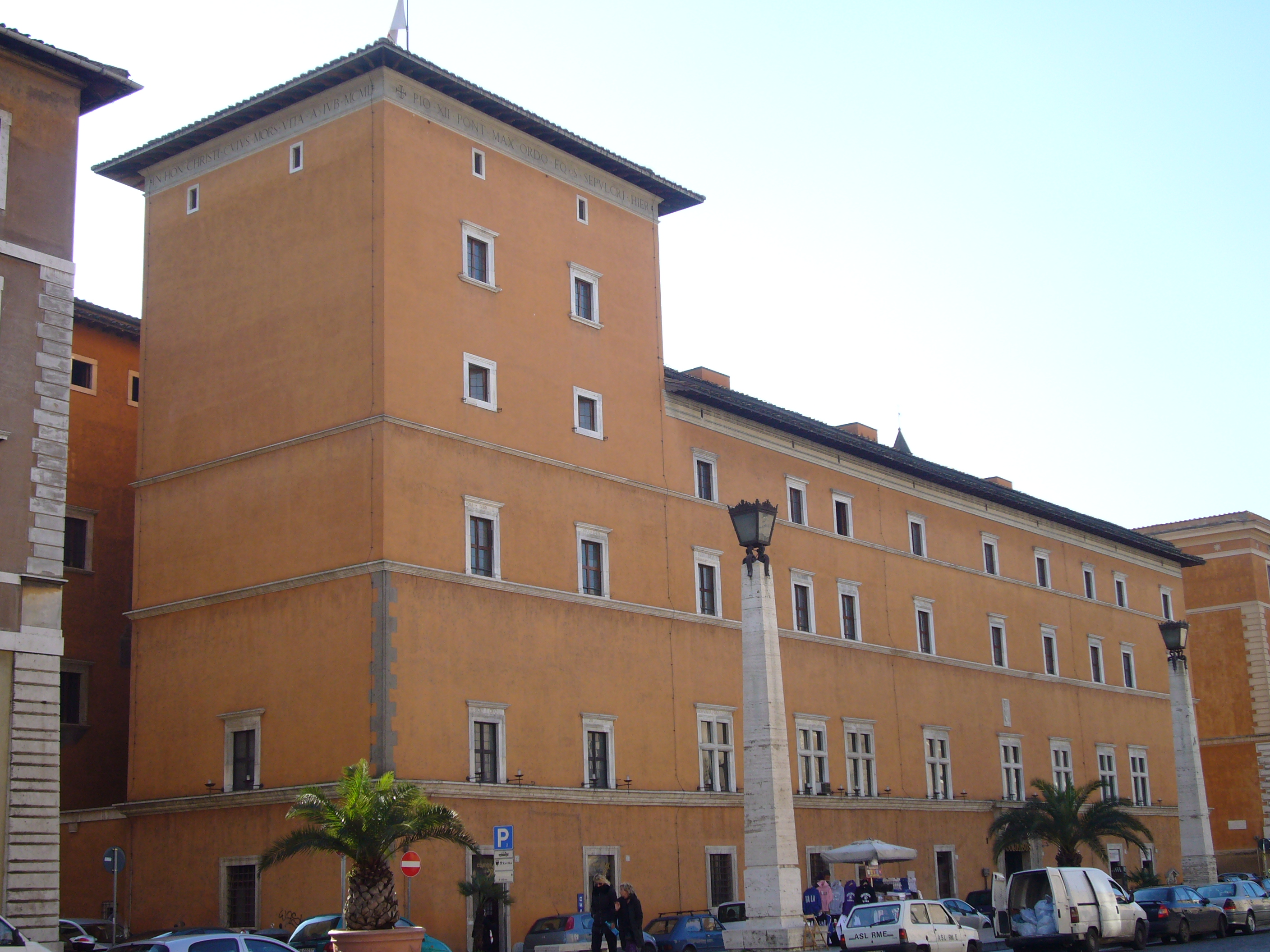
Палаццо делла Ровере (Рим)

## Виноски
1. 1 2 3  Della Róvere nell'Enciclopedia Treccani. www.treccani.it (it-IT) . Процитовано 27 вересня 2022.
2. ↑  Vincent Cronin (1992 [1967]). The Florentine Renaissance. London: Pimlico. ISBN 0712698744.
3. ↑  Christopher Hibbert (1979 [1974]). The Rise and Fall of the House of Medici. Harmondsworth, Middlesex: Penguin. ISBN 0140050906.
4. ↑  DELLA ROVERE in "Enciclopedia Italiana". www.treccani.it (it-IT) . Процитовано 27 вересня 2022.
5. ↑  DELLA ROVERE, Domenico in "Dizionario Biografico". www.treccani.it (it-IT) . Процитовано 27 вересня 2022.
6. ↑  DELLA ROVERE in "Dizionario Biografico". www.treccani.it (it-IT) . Процитовано 27 вересня 2022.

## Для подальшого читання
- Ian Verstegen (2007). Patronage and Dynasty: the Rise of the Della Rovere in Renaissance Italy. Kirksville, Missouri: Truman State University Press.